# Gráfautomorfizmus
A gráfautomorfizmus egy gráf önmagára való izomorfizmusa.

## Definíció
Legyen {\displaystyle G:=(V,E)} gráf. Egy {\displaystyle f:V\rightarrow V} bijektív függvény gráfautomorfizmus, ha
{\displaystyle \{u,v\}\in E\Leftrightarrow \{f(u),f(v)\}\in E}.
Tehát a gráfautomorfizmus a gráf csúcsainak olyan p permutációja, melyben bármely két u és v csúcs pontosan akkor szomszédos egymással, ha p(u) és p(v) is szomszédosak.

## Példa
| {\displaystyle G=(V,E)} | {\displaystyle f:V\rightarrow V} |
| ----------------------- | --- |
|                         | {\displaystyle f(a)=g} {\displaystyle f(b)=h} {\displaystyle f(c)=i} {\displaystyle f(d)=j} {\displaystyle f(g)=a} {\displaystyle f(h)=b} {\displaystyle f(i)=c} {\displaystyle f(j)=d} |

## Elemi tulajdonságok
- Gráfautomorfizmusok kompozíciója és inverze is gráfautomorfizmus.
- Egy {\displaystyle (V,E)} gráf automorfizmusai a {\displaystyle V} permutációcsoportjának egy részcsoportját alkotják.

## Lásd még
- Gráfizomorfizmus
- Gráfhomomorfizmus
- Csúcstranzitív gráf